# Rory MacDonald (lutador)
Rory MacDonald (Quesnel, 22 de julho de 1989) é um lutador canadense de MMA, já lutou no peso leve mas hoje disputa no peso meio-médio. É ex-campeão do peso meio-médio do Bellator.

## Carreira no MMA
Rory fez sua estréia no Extreme FC em outubro de 2005 contra Terry Thiara, Rory finalizou no primeiro round. Rory treina na Tristar Gym desde sua derrota para Carlos Condit, em 2010.

### King of the Cage
Após seu primeiro triunfo no MMA, Rory foi lutar no KOTC: Canadá, fez sua estréia no evento contra Ken Tran, Rory finalizou no primeiro round.
Duas lutas depois Rory ganhou o título canadense contra Kajan Johnson, por TKO no primeiro round. Após essa luta Rory teve sua chance pelo título mundial contra Clay French, Rory nocauteou no segundo round, mas após a luta Rory vagou seu título para ir lutar no Peso Meio Médio.
Rory ainda venceu dois oponentes nos Meio Médios antes de ser contratado pelo UFC.

### Ultimate Fighting Championship
Rory foi contratado pelo UFC após vencer Nick Hinchliffe. Em sua estréia finalizou Mike Guymon no primeiro round no UFC Fight Night 20.
Após sua estréia, veio sua primeira derrota na carreira contra Carlos Condit no UFC 115. Rory tinha dominado dois rounds, tendo aplicado três knockdowns em Condit, no terceiro round Condit deu uma reviravolta e nocauteou Rory. A luta foi eleita Fight of the Night.
Rory enfrentaria James Wilks no UFC 129, mas Wilks foi substituído por Nate Diaz. Rory venceu por decisão unânime.
Após sua vitória no UFC 129, seu próximo adversário foi Mike Pyle no UFC 133, Rory nocauteou no primeiro round.
A próxima luta de Rory, foi contra Che Mills em 14 de Abril de 2012 no UFC 145, após golpes efetivos Rory nocauteou no segundo round.
Rory era esperado para enfrentar BJ Penn em 22 de Setembro de 2012 no UFC 152 mas teve que abandonar o combate devido a um corte profundo.
A luta contra BJ Penn foi remarcada para o UFC on Fox: Henderson vs. Diaz no dia 8 de Dezembro de 2012. E Rory venceu por decisão unânime, dominando com facilidade todos os rounds.
Rory era esperado para ter uma revanche contra Carlos Condit em 16 de Março de 2013 no UFC 158, porém se machucou e foi substituído por Johny Hendricks.
Rory enfrentou Jake Ellenberger em 27 de Julho de 2013 no UFC on Fox: Johnson vs. Moraga e venceu por decisão unânime.
Rory sofreu sua segunda derrota na carreira no MMA para Robbie Lawler em 16 de Novembro de 2013 no UFC 167 por decisão dividida.
Rory enfrentou o brasileiro Demian Maia em 22 de Fevereiro de 2014 no UFC 170 e venceu por decisão unânime. A luta foi considerada a Luta da Noite.
Rory derrotou Tyron Woodley em 14 de Junho de 2014 no UFC 174 por decisão unânime.
Ele enfrentou o belga Tarec Saffiedine em 4 de outubro de 2014 no UFC Fight Night: MacDonald vs. Saffiedine. Rory venceu a luta por nocaute técnico no terceiro round.

#### Disputa de Cinturão
Em um combate para entrar para a história do MMA, repleto de reviravoltas e com os dois lutadores sangrando muito, o público do MGM Grand, em Las Vegas (EUA), viu Robbie Lawler tirar um coelho da cartola com um minuto do quinto round para nocautear Rory MacDonald e defender pela primeira vez o cinturão dos pesos-meio-médios na madrugada do dia 11 de julho de 2015. O combate ganhou o prêmio de Luta da Noite.
Na luta principal do UFC Fight Night 89, realizado em Ottawa, Wonderboy emplacou sua sétima vitória consecutiva por decisão unânime, batendo Rory MacDonald, desafiante então número 1 dos meio-médios. 

### Bellator MMA
No dia 24 de agosto de 2016 MacDonald assinou um contrato com o Bellator MMA.

## Cartel no MMA
| Cartel no MMA   |             |            |
| 31 lutas        | 22 vitórias | 8 derrotas |
| Por nocaute     | 7           | 3          |
| Por finalização | 8           | 0          |
| Por decisão     | 7           | 5          |
| Empates         | 1           | 1          |

| Res.    | Cartel | Oponente         | Método                                | Evento                                    | Data       | Round | Tempo | Local                             | Notas                                                                                       |
| ------- | ------ | ---------------- | ------------------------------------- | ----------------------------------------- | ---------- | ----- | ----- | --------------------------------- | ------------------------------------------------------------------------------------------- |
| Derrota | 22-8-1 | Ray Cooper III   | Decisão (unânime)                     | PFL 7                                     | 13/08/2021 | 3     | 5:00  | Hollywood, Flórida                | Semifinal do Torneio dos Meio Médios do PFL 2021.                                           |
| Derrota | 22-7-1 | Gleison Tibau    | Decisão (dividida)                    | PFL 5                                     | 17/06/2021 | 3     | 5:00  | Atlantic City, New Jersey         |                                                                                             |
| Vitória | 22-6-1 | Curtis Millender | Finalização (mata leão)               | PFL 2                                     | 29/04/2021 | 1     | 3:38  | Atlantic City, New Jersey         | Estreia no PFL.                                                                             |
| Derrota | 21-6-1 | Douglas Lima     | Decisão (unânime)                     | Bellator 232                              | 26/10/2019 | 5     | 5:00  | Uncasville, Connecticut           | Final do Grand Prix dos Meio Médios; Perdeu o Cinturão Meio Médio do Bellator.              |
| Vitória | 21-5-1 | Neiman Gracie    | Decisão (unânime)                     | Bellator 222                              | 14/06/2019 | 5     | 5:00  | Nova Iorque                       | Semifinais do Grand Prix dos Meio Médios; Defendeu o Cinturão Meio Médio do Bellator.       |
| Empate  | 20-5-1 | Jon Fitch        | Empate (majoritário)                  | Bellator 220                              | 27/04/2019 | 5     | 5:00  | San José, Califórnia              | Quartas de final do Grand Prix dos Meio Médios; Defendeu o Cinturão Meio Médio do Bellator. |
| Derrota | 20-5   | Gegard Mousasi   | Nocaute Técnico (cotoveladas e socos) | Bellator 206: Mousasi vs. MacDonald       | 29/09/2018 | 2     | 3:23  | San José, Califórnia              | Estreia nos Médios; Pelo Cinturão Peso Médio do Bellator.                                   |
| Vitória | 20-4   | Douglas Lima     | Decisão (unânime)                     | Bellator 192: Sonnen vs. Rampage          | 20/01/2018 | 5     | 5:00  | Inglewood, Califórnia             | Ganhou o Cinturão Meio Médio do Bellator.                                                   |
| Vitória | 19-4   | Paul Daley       | Finalização (mata leão)               | Bellator 179: MacDonald vs. Daley         | 19/05/2017 | 2     | 1:45  | Londres                           | Estreia no Bellator.                                                                        |
| Derrota | 18-4   | Stephen Thompson | Decisão (unânime)                     | UFC Fight Night: MacDonald vs. Thompson   | 18/06/2016 | 5     | 5:00  | Ottawa, Ontário                   |                                                                                             |
| Derrota | 18-3   | Robbie Lawler    | Nocaute Técnico (socos)               | UFC 189: Mendes vs. McGregor              | 11/07/2015 | 5     | 1:00  | Las Vegas, Nevada                 | Pelo Cinturão Meio Médio do UFC; Luta da Noite; Luta do Ano (2015).                         |
| Vitória | 18-2   | Tarec Saffiedine | Nocaute Técnico (socos)               | UFC Fight Night: MacDonald vs. Saffiedine | 04/10/2014 | 3     | 1:28  | Halifax, Nova Scotia              | Performance da Noite.                                                                       |
| Vitória | 17-2   | Tyron Woodley    | Decisão (unânime)                     | UFC 174: Johnson vs. Bagautinov           | 14/06/2014 | 3     | 5:00  | Vancouver, Colúmbia Britânica     |                                                                                             |
| Vitória | 16-2   | Demian Maia      | Decisão (unânime)                     | UFC 170: Rousey vs. McMann                | 22/02/2014 | 3     | 5:00  | Las Vegas, Nevada                 | Luta da Noite.                                                                              |
| Derrota | 15-2   | Robbie Lawler    | Decisão (dividida)                    | UFC 167: St. Pierre vs. Hendricks         | 16/11/2013 | 3     | 5:00  | Las Vegas, Nevada                 |                                                                                             |
| Vitória | 15-1   | Jake Ellenberger | Decisão (unânime)                     | UFC on Fox: Johnson vs. Moraga            | 27/07/2013 | 3     | 5:00  | Seattle, Washington               |                                                                                             |
| Vitória | 14-1   | BJ Penn          | Decisão (unânime)                     | UFC on Fox: Henderson vs. Diaz            | 08/12/2012 | 3     | 5:00  | Seattle, Washington               |                                                                                             |
| Vitória | 13-1   | Che Mills        | Nocaute Técnico (socos)               | UFC 145: Jones vs. Evans                  | 21/04/2012 | 2     | 2:20  | Atlanta, Geórgia                  |                                                                                             |
| Vitória | 12-1   | Mike Pyle        | Nocaute Técnico (socos)               | UFC 133: Evans vs. Ortiz                  | 06/08/2011 | 1     | 3:54  | Filadélfia, Pensilvânia           |                                                                                             |
| Vitória | 11-1   | Nate Diaz        | Decision (unânime)                    | UFC 129: St. Pierre vs. Shields           | 30/04/2011 | 3     | 5:00  | Toronto, Ontário                  |                                                                                             |
| Derrota | 10-1   | Carlos Condit    | Nocaute Técnico (cotoveladas e socos) | UFC 115: Lidell vs. Franklin              | 12/06/2010 | 3     | 4:53  | Vancouver, Colúmbia Britânica     | Luta da Noite.                                                                              |
| Vitória | 10-0   | Mike Guymon      | Finalização (chave de braço)          | UFC Fight Night: Maynard vs. Diaz         | 11/01/2010 | 1     | 4:27  | Fairxax, Virgínia                 | Estreia no UFC.                                                                             |
| Vitória | 9-0    | Nick Hinchliffe  | Nocaute (socos)                       | KOTC Canada: Disturbed                    | 26/09/2009 | 2     | 2:08  | Edmonton, Alberta                 |                                                                                             |
| Vitória | 8-0    | Elmer Waterhen   | Finalização (chave de braço)          | KOTC Canada: Island Pride                 | 08/05/2009 | 1     | 1:27  | Nanaimo, Colúmbia Britânica       | Estreia nos Meio Médios.                                                                    |
| Vitória | 7-0    | Clay French      | Nocaute (socos)                       | KOTC Canada: Grinder                      | 28/11/2008 | 2     | 4:26  | Calgary, Alberta                  | Ganhou o Título Peso Leve Mundial do KOTC.                                                  |
| Vitória | 6-0    | Kajan Johnson    | Nocaute Técnico (socos)               | KOTC Canada: Avalanche                    | 15/12/2007 | 3     | 1:48  | Moncton, New Brunswick            | Ganhou o Título Peso Leve Canadense do KOTC.                                                |
| Vitória | 5-0    | Yoon Heo         | Nocaute Técnico (joelhada)            | KOTC Canada: Icebreaker                   | 03/11/2006 | 2     | 0:19  | Prince George, Colúmbia Britânica |                                                                                             |
| Vitória | 4-0    | Quinton Moreno   | Finalização (triangulo)               | KOTC Canada: Insurrection                 | 06/10/2006 | 1     | N/A   | Vernon, Colúmbia Britânica        |                                                                                             |
| Vitória | 3-0    | Jordan Mein      | Finalização (mata leão)               | Rumble in the Cage 17                     | 17/06/2006 | 1     | 4:04  | Lethbridge, Alberta               |                                                                                             |
| Vitória | 2-0    | Ken Tran         | Finalização (mata leão)               | KOTC Canada: Anarchy                      | 11/02/2006 | 1     | N/A   | Prince George, Colúmbia Britânica |                                                                                             |
| Vitória | 1-0    | Terry Thiara     | Finalização (mata leão)               | Extreme Fighting Challenge 4              | 15/10/2005 | 1     | 2:11  | Prince George, Colúmbia Britânica |                                                                                             |